# Скачков, Михаил Наумович
Михаил Наумович Скачков (1896, Казанская, область Войска Донского — 3 ноября 1937, Сандармох, Карельская АССР) — донской казак, поэт и переводчик.

## Биография
Родился в 1896 году в станице Казанской Области Войска Донского.
После окончания Гражданской войны с 1922 года был в эмиграции. Жил в Праге, поступи в Пражский университет.
В 1925 году работал в торговом представительстве СССР в Праге, издавал торгпредовский журнал, был переводчиком. Михаил Скачков — член литературного объединения «Скит поэтов», в 1926 году издал сборник «Музыку моторов».
В 1926 году вернулся в СССР, жил в Москве. На родине занимался литературной деятельностью, был переводчиком с чешского, болгарского и сербского языков. Являлся одним из ведущих советских специалистов по южнославянским литературам, в том числе дубровницкой литературе.
В 1930—1931 годах — ответственный секретарь Московского горкома писателей, политический редактор Главлита, с 1931 года Михаил Наумович Скачков участвовал в издании «Большой советской энциклопедии» (БСЭ).
Работы Михаила Наумовича были опубликованы в ведущих журналах и газетах того времени, был членом Международного объединения революционных писателей (МОРП) по Центральной Европе.
Скачков из-за литературно-публицистической деятельности подвергся репрессиям, 14 ноября 1933 года его арестовали и постановлением коллегии ОГПУ от 29 марта 1934 года был приговорен по ст. ст. 58-4-11 УК РСФСР к расстрелу, замененному на 10 лет лишения свободы. Отбывал свой срок в Соловках. Затем 9 октября 1937 года постановлением особой тройкой УНКВД Ленинградской области приговор был пересмотрен и он был вновь приговорен к расстрелу. Приговор привели в исполнение 3 ноября 1937 года, расстреляли Михаила Наумовича Скачкова в Карельской АССР (Сандармох). Посмертно реабилитирован.

## Авторство
- Дубровницкая литература // Литературная энциклопедия : в 11 т. : т. 3 / Отв. ред. Луначарский А. В. ; Отв. секретарь Бескин О. М. — [Б. м.] : Изд-во Ком. Акад., 1930. — Стб. 588—591. — 634 стб. : ил.